# Unholy Cult
Unholy Cult – piąty album studyjny amerykańskiej deathmetalowej grupy Immolation. W Europie ukazał się 28 października 2002 roku nakładem Listenable Records, zaś Stanach Zjednoczonych nakładem Olympic Recordings (oddział Century Media). Okładkę zaprojektował Andreas Marschall. Unholy Cult to ostatni album Immolation, w którego nagraniu wziął udział Alex Hernandez.

## Lista utworów
1. "Of Martyrs and Man" (Immolation) – 5:25
2. "Sinful Nature" (Immolation) – 3:16
3. "Unholy Cult" (Immolation) – 8:02
4. "Wolf among the Flock" (Immolation) – 3:50
5. "Reluctant Messiah" (Immolation) – 4:58
6. "A Kingdom Divided" (Immolation) – 4:17
7. "Rival the Eminent" (Immolation) – 5:35
8. "Bring Them Down" (Immolation) – 5:49

## Twórcy
- Ross Dolan – śpiew, gitara basowa
- Bill Taylor – gitara
- Robert Vigna – gitara
- Alex Hernandez – perkusja

## Wydania
Opracowano na podstawie materiału źródłowego.
| Rok wydania | Format | Numer katalogowy | Wytwórnia          | Kraj              |
| ----------- | ------ | ---------------- | ------------------ | ----------------- |
| 2002        | CD     | POSH 042         | Listenable Records | Europa            |
| 2002        | LP     | POSH 042 LP      | Listenable Records | Europa            |
| 2002        | CD     | OLY0227-2        | Olympic Recordings | Stany Zjednoczone |